# Komen
Komen este o localitate din comuna Komen, Slovenia, cu o populație de 604 locuitori.